# Caroline Wilhelmine Johanna Riemer
Caroline Wilhelmine Johanna Riemer (* 14. März 1790 in Rudolstadt als Caroline Wilhelmine Johanna Ulrich; † 1855), Geheime Hofrätin zu Weimar, war zeitweise Goethes Sekretärin und die Gesellschafterin der Christiane von Goethe.

## Leben
Nachdem Carolinens Vater, der Justizamtmann Ulrich, offenbar das Weite gesucht hatte, nahm Frau Buchholz aus Weimar die verwaiste Stiefenkelin zu sich. Caroline begleitete ab 1806 Christiane ins Theater, auf Bälle und Ausflüge. Die beiden unternahmen zusammen Reisen nach Frankfurt, Karlsbad und Berka. 1808 zog Caroline als Christianes Haustochter und Gesellschafterin in Goethes Haus am Frauenplan. Caroline wurde im Winter auf das Jahr 1814 Goethes Sekretärin. Katharina Mommsen merkt über jene Kriegszeiten an: „Caroline Ulrich war seit Herbst 1813 fast acht Monate lang Goethes einziger Schreiber“. Mit der Zeit stieg sie zur Vertrauten des Dichters auf. Vermutlich ist das Gedicht Versunken aus dem Usch Nameh – Buch der Liebe des Divan Caroline Riemer gewidmet.
Caroline Ulrich, auch Uline genannt, heiratete am 8. November 1814 Friedrich Wilhelm Riemer. Am 17. Januar 1817 wurde beider Sohn Bruno geboren.
Pollmer schreibt über Caroline: „In Weimar und bei ihren Verwandten galt sie als stolz, sie war sich ihres Wertes bewußt.“ Jedoch der Maler Carl Hummel habe sich seiner Jugendzeit in Weimar erinnert: „Riemer sei eine ernste Natur, die Hofrätin aber zur Aufmunterung, zu Lust und Heiterkeit geneigt gewesen.“ Wie dem auch gewesen sein mochte – Pollmer schließt: „Der Goethefreund darf um das Bildnis Carolinens immerhin einen Kranz winden, nicht aus Lorbeer, aber aus Schneeglöckchen und Veilchen, den Kindern des Frühlings, die die Hand des Mädchens in Goethes Hausgarten pflegte.“
Der 1795 geborene Musiker Eduard Ulrich war Carolinens Bruder.